# Pegantha magnifica
Pegantha magnifica is een hydroïdpoliep uit de familie Solmarisidae. De poliep komt uit het geslacht Pegantha. Pegantha magnifica werd in 1879 voor het eerst wetenschappelijk beschreven door Ernst Haeckel.
De soort werd gevonden in de tropische Atlantische Oceaan, "niet ver van Ascension". De breedte van het kussenvormig scherm is 20 mm, de hoogte ervan 7 mm. De kwal heeft 13 tot 16 tentakels die driemaal zo lang zijn als de schermstraal.